# مونتي كلارك
مونتي كلارك (بالإنجليزية: Monte Clark)‏ هو لاعب كرة قدم أمريكية أمريكي، ولد في 24 يناير 1937 في كينغسبورغ في الولايات المتحدة، وتوفي في 16 سبتمبر 2009 في ديترويت في الولايات المتحدة.

## وصلات خارجية
- مونتي كلارك على موقع مرجع كرة القدم المحترفة.كوم (الإنجليزية)
- مونتي كلارك على موقع إن إن دي بي (الإنجليزية)